# Náměšť nad Oslavou
Náměšť nad Oslavou (niem. Namiest an der Oslawa) – miasto w Czechach, w kraju Wysoczyna.
Według danych z 31 grudnia 2003 powierzchnia miasta wynosiła 1 862 ha, a liczba jego mieszkańców – 5 192 osób.
W mieście jest stacja kolejowa Náměšť nad Oslavou.

## Demografia
| Rok             | 1970  | 1980  | 1991  | 2001  | 2003  |
| --------------- | ----- | ----- | ----- | ----- | ----- |
| Liczba ludności | 4 493 | 4 992 | 5 115 | 5 246 | 5 192 |

Źródło: Czeski Urząd Statystyczny